# Rampant (album)
Rampant je páté studiové album skotské rockové skupiny Nazareth. Album vyšlo v UK 26. dubna 1974. Bylo třetím albem skupiny, jehož producentem byl Roger Glover ze skupiny Deep Purple a ukázalo se, že je to naposledy, co s ním budou spolupracovat. 
Skladbu „Loved and Lost“ použil DJ Shadow na „Enemy Lines“ svého alba The Less You Know, The Better z roku 2011.

## Seznam skladeb
|    | Titul                                | Autor | Délka |
| -- | ------------------------------------ | ----- | ----- |
| 1. | "Silver Dollar Forger (Parts 1 & 2)" |       | 5:36  |
| 2. | "Glad When You're Gone"              |       | 4:17  |
| 3. | "Loved and Lost"                     |       | 5:12  |
| 4. | "Shanghai'd in Shanghai"             |       | 3:43  |

|    | Titul                                   | Autor                                                                 | Délka |
| -- | --------------------------------------- | --------------------------------------------------------------------- | ----- |
| 5. | "Jet Lag"                               |                                                                       | 6:43  |
| 6. | "Light My Way"                          |                                                                       | 4:09  |
| 7. | "Sunshine"                              |                                                                       | 4:15  |
| 8. | "a) Shapes of Things" "b) Space Safari" | a) McCarty, Relf, Samwell-Smith b) Agnew, Charlton, McCafferty, Sweet | 6:21  |

## Obsazení

### Členové skupiny
- Dan McCafferty – zpěv
- Pete Agnew – baskytara, kytara, doprovodný zpěv
- Manny Charlton – kytary, producent
- Darrell Sweet – bicí, doprovodný zpěv

### Hostující hudebníci
- Vicki Brown, Barry St. John, Liza Strike – doprovodný zpěv
- Jon Lord – syntetizér, piano na "Glad When You're Gone" a "Shanghai'd In Shanghai"

### Ostatní
- Roger Glover – producent